# 223 Rosa
För andra betydelser, se Rosa.
223 Rosa eller 1942 EL är en stor asteroid i huvudbältet som upptäcktes den 9 mars 1882 av den österrikiske astronomen Johann Palisa. Asteroiden tillhör Themis-gruppen, där protypen är 24 Themis. Gemensamt för asteroider i denna grupp är banelementen halv storaxel (3,08 – 3,24 AU), excentricitet (0,09 – 0,22) och inklination (< 3°).
Ursprunget till asteroidens namn är inte känt.
Rosas senaste periheliepassage skedde den 4 november 2022. Dess rotationstid har beräknats till 20,28 timmar. Asteroiden har uppmätts till diametern 87,61 kilometer.